# بروک پارکس
بروک پارکس (به انگلیسی: Broc Parkes) ( زاده:۲۴ دسامبر ۱۹۸۱ ) در استرالیا و راننده موتو جی‌پی می‌باشد .
و هم‌اکنون برای تیم پی بی ام رانندگی می‌کند.